# Kampsång
Kampsång är en sång som används av till exempel en idrottsförening eller en politisk organisation för att höja moralen i laget eller gruppen. Ordet "kampsång" är i SAOB tidigast belagt 1929 från Svenska Dagbladet, men i samma tidning finns det med redan 1911, samt i Borås Tidning 1885. Kampsånger har ofta marschkaraktär.

## Fotnoter
1. ↑  Svenska Akademiens ordbok: Kampsång
2. ↑  Homöopatpoesi Svenska Dagbladet 4 augusti 1911, sid. 9, spalt 3.
3. ↑  Sök bland svenska dagstidningar Kungliga biblioteket